# Multilaser
Multilaser es una empresa brasileña que cotiza en bolsa en el segmento de electrónica y TI, fundada en 1987 por el empresario polaco Israel Ostrowiecki.
Hoy la dirige su hijo, Alexandre Ostrowiecki, quien asumió la dirección de la empresa en 2003, luego de la muerte de su padre, quien desapareció mientras buceaba en Costa Rica y fue encontrado sin vida 10 días después. Opera en la fabricación, importación y comercialización de productos del sector tecnológico, accesorios multimedia y juguetes.
Su oficina está ubicada en la ciudad de São Paulo y su complejo industrial está ubicado en Extrema , Minas Gerais y Manaus, Amazonas con más de 75.000 metros cuadrados. También tiene un laboratorio de ingeniería en China. Es una de las empresas más grandes de la categoría.
Fabrica más de 3.000 productos diferentes que están disponibles en 40.000 puntos en todo el país.
Tiene alrededor de 3.000 empleados y 40 ingenieros divididos en laboratorios en Brasil y Asia.

## Historia
- 1987 - Inicia sus actividades como empresa de reciclaje de cartuchos e importaciones de fotocopiadoras Xerox.
- 2003 - Alexandre Ostrowiecki se hace cargo de la empresa tras la muerte de Israel y llama a Renato Feder para ser socio.[4]
- 2004 - Lanzamiento de la línea Informática que incluía cartuchos de impresión, CDs, DVDs y ratones.
- 2006 - La electrónica pasa a formar parte de la línea de productos de Multilaser. Este año se lanzaron equipos de sonido, accesorios para notebook, reproductor MP3, cámara digital y MP4.
- 2007 - Inauguración del complejo industrial Extrema , en el estado de Minas Gerais , iniciando la producción de pendrives en su nueva fábrica, y ampliando su línea de tecnología de la información y accesorios como mochilas, GPS, portarretratos digitales, videocámaras.
- 2010 - Invierte en un nuevo mercado y comienza a fabricar diferentes modelos de celulares.
- 2011 - Lanza nuevas líneas y presenta diferentes modelos de tabletas.
- 2013 - Nace una nueva rama de la empresa, la marca Multikids, con productos en la categoría de juguetes, deportes y electrónica, dirigidos a los niños, incluyendo la línea Baby.
- 2014 - Año de inauguración de Brasil Componentes.[1]
- 2014/2017 - Durante este período, pasa a ser propietaria de las marcas Atrio, Pulse, Serene y Giga Security.
- 2020 - Anuncia una asociación con HMD Global (empresa finlandesa propietaria de la marca Nokia)[5] para la producción, distribución y venta de celulares Nokia de gama media en Brasil,[6] con producción en la fábrica de Extrema.[7]
- 2021 - En asociación con Google, Multilaser trajo a Brasil tabletas destinadas a la educación infantil.[8] La empresa anunció su entrada en el mercado de mascotas al adquirir Expet, una marca y tapetes sanitarios para mascotas.[9] Haga público en B3 bajo el ticker MLAS3.